# Lotono
Lotono est une localité du nord de la Côte d'Ivoire qui se situe dans la Région des savanes. Elle se trouve à 5 km de Boundiali, en direction de Madinani.